# Víctor Montoya

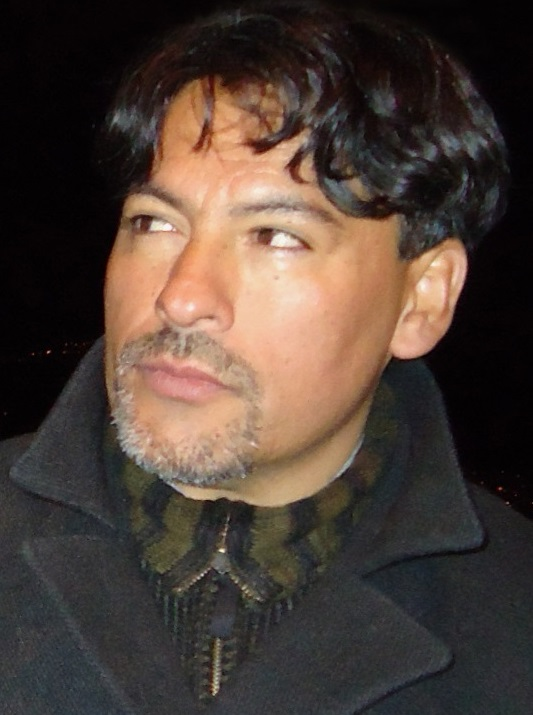
Víctor Montoya, La Paz, 2012

Víctor Montoya (* 21. Juni 1958 in La Paz) ist ein bolivianischer Schriftsteller, Journalist und Pädagoge. Er gilt als  wichtiger Impulsgeber für die moderne bolivianische Literatur.

## Leben
Montoya lebte seit seiner Kindheit in den Bergarbeitersiedlungen Siglo XX und Llallagua, im Norden von Potosí, wo er das Leid der Bergleute mit eigenen Augen sah und sich an ihren Arbeitskämpfen beteiligte.

### Politische Verfolgung
Auf Grund seiner politischen Aktivitäten wurde Montoya 1976 unter der Militärdiktatur von Hugo Banzer Suárez verfolgt, gefoltert und inhaftiert. In der staatlichen Strafanstalt Panóptico Nacional de San Pedro und in dem Hochsicherheitsgefängnis von Chonchocoro-Viacha schrieb er seinen ersten Tatsachenroman Huelga y represión (Streik und Unterdrückung, 1979).

### Exil
Nachdem er durch eine Kampagne von Amnesty International aus dem Gefängnis befreit worden war, ging er 1977 ins Exil nach Schweden. Er ließ sich in Stockholm nieder, studierte am dortigen Höheren Lehrerseminar Pädagogik und war einige Jahre als Lehrer tätig. Er leitete die literarischen Zeitschriften PuertAbierta und Contraluz und ist Mitglied des Schwedischen Schriftstellerverbandes sowie des Internationalen Pen Clubs (P.E.N.).

### Literarisches Schaffen
Sein Werk ist in verschiedene Sprachen übersetzt und einige seiner Erzählungen wurden in internationale Anthologien aufgenommen. Er schreibt für verschiedene lateinamerikanische, europäische und US-amerikanische Publikationen.

## Werke
- Huelga y represión (1979)
- Días y noches de angustia (1982)
- Cuentos violentos (1991)
- El laberinto del pecado (1993)
- El eco de la conciencia (1994)
- Antología del cuento latinoamericano en Suecia (1995)
- Palabra encendida (1996)
- El niño en el cuento boliviano (1999)
- Cuentos de la mina (2000)
- Entre tumbas y pesadillas (2002)
- Fugas y socavones (2002)
- Literatura infantil: Lenguaje y fantasía (2003)
- Poesía boliviana en Suecia (2005)
- Retratos (2006)
- Cuentos en el exilio (2008)
- Conversaciones con el Tío de Potosí (2013)
- Cuentos del más allá (2016)
- La señora de la conquista (2016)
- Crónicas Mineras(2017)